# Joris Di Gregorio
Pour les articles homonymes, voir Gregorio.
Joris Di Gregorio, né le  4 septembre 1982 à Thionville, était un footballeur français évoluant au poste de attaquant reconverti entraîneur.

## Biographie
Après un passage dans les équipes de jeunes du FC Thionville puis du RS Magny et une victoire en Coupe de la Ligue des moins de 15 ans avec la sélection lorraine, il apparaît par la suite successivement au CSO Amnéville, au Pau Football Club puis à l'AS Cherbourg.
Dès l'âge de 16 ans, Di Gregorio intègre l'équipe A de la RS Magny pour faire quelques matchs en Division d'Honneur où il s'illustre rapidement en inscrivant des buts. Le CSO Amnéville ne tarde pas à enrôler ce jeune joueur au gabarit impressionnant, qui fera une première partie de saison en démontrant tout son potentiel en équipe réserve qui évoluait en PH puis en intégrant très vite  l'équipe A alors en division d'honneur en inscrivant une dizaine de buts. L'année suivante Le CSO Amnéville accède au CFA 2 où Di Gregorio est devenu une pièce incontournable de l'équipe, malgré son jeune âge, où il s’aguerrit aux côtés de joueurs chevronnés tel que Didier Chaillou, David Lopes, Alexandre Franceski. Di Gregorio inscrira cette saison 12 buts en CFA 2.
Le Pau FC arrache le jeune joueur au CSO Amnéville pour le challenge du Championnat National. Après une saison correcte où il inscrit 8 buts, le club de Cherbourg séduit Joris Di Gregorio avec une structure quasi professionnelle en National mais malgré de bonnes prestations durant ces deux années, le retour en Lorraine s'imposait.
C'est ainsi qu'il choisit de rejoindre le Championnat luxembourgeois en s'engageant au F91 Dudelange.
Il y remporte ses premiers titres dont le doublé Coupe-Championnat en 2006 et 2007.
Ces mêmes saisons, il est élu Joueur du Luxembourg de l'année.
En 2007, il est convoité par le TuS Coblence qui évolue alors en D2 Allemande, mais les dirigeants de Dudelange refusent de le laisser partir. Ce transfert avorté, qui était une occasion pour le joueur de rebondir dans le monde professionnel, perturbe les relations avec son encadrement technique, en particulier avec l'entraîneur Michel Leflochmoan. Il n'apparaît sur les pelouses de la saison 2007-2008 qu'au mois de janvier.
Après cet épisode, il s'engage dès la saison 2008-2009 au Fola Esch tout juste promu de 2e division.

## Palmarès
- Championnat du Luxembourg :
  - Champion : 2006, 2007 et 2008 (avec F91 Dudelange)

- Coupe du Luxembourg :
  - Vainqueur : 2006 et 2007 (avec F91 Dudelange)

- Joueur du Luxembourg de l'année : 2006, 2007.